# Richard Sakai
Richard Sakai (San Francisco, California; 28 de enero de 1954) es un productor principalmente reconocido por ser socio de James L. Brooks y por su trabajo en la serie animada Los Simpson. Ha recibido nominaciones para los premios Óscar y ha ganado varios premios Emmy. Su exesposa, Patricia Sakai, es propietaria de una compañía discográfica llamada 3mytsim Records.
Comenzó su carrera como ayudante de James L. Brooks en 1977. En 1984, Brooks le propuso a Sakai trabajar como productor en su nueva compañía, Gracie Films. Como productor cinematográfico, ha trabajado en varias de las películas de Brooks, tales como Spanglish, Mejor... imposible y Jerry Maguire (por la cual recibió una nominación a los Premios Óscar). También ha producido Riding in Cars with Boys y Bottle Rocket, y fue uno de los productores de Los Simpson: la película.
Como productor de televisión y director, ha trabajado en varios programas diferentes. Ha dirigido episodios de Taxi, Newhart y Who’s the Boss? y también ha producido The Tracey Ullman Show, Taxi, The Critic, Phenom, What About Joan, y principalmente, Los Simpson, por lo cual ganó varios premios Emmy. 
En Los Simpson, ha sido animado en varias ocasiones, siendo las más notables de ellas cuando fue representado como un cantante de karaoke en el episodio «One Fish, Two Fish, Blowfish, Bluefish» (su voz la hizo Dan Castellaneta), cuando interpretó a uno de los fugitivos del comercial sobre las puertas giratorias de las prisiones en «Sideshow Bob Roberts» y como un vibrafonista en «Jazzy and the Pussycats».
Sakai es actualmente el presidente de Gracie Films.

## Premios y distinciones
Premios Óscar
| Año  | Categoría      | Película      | Resultado |
| ---- | -------------- | ------------- | --------- |
| 1997 | Mejor película | Jerry Maguire | Nominado  |